# Ultraviolet (álbum de All About Eve)
Ultraviolet é o quarto álbum de estúdio da banda britânica de folk rock All About Eve. Foi o único álbum da banda lançado pela MCA. Na contramão das críticas positivas na época em que o disco foi lançado, o álbum não foi bem nas vendas, alcançando a posição de número 36 na UK Albums Chart. Os dois únicos singles do disco alcançaram, respectivamente, as posições número 38 e 57 na UK Singles Chart. Como consequência disso, a banda foi demitida da MCA pouco tempo depois.

## Faixas
1. "Phased"
2. "Yesterday Goodbye"
3. "Mine"
4. "Freeze"
5. "The Things He Told Her"
6. "Infrared"
7. "I Don't Know"
8. "Dream Butcher"
9. "Some Finer Day"
10. "Blindfolded Visionary"
11. "Outshine the Sun"